# Hattieville
Hattieville, ook wel bekend als Hattieville Village is een dorp van ongeveer 1300 inwoners in district Belize, Belize en is gelegen nabij 17° noorderbreedte en 88° westerlengte. Het dorp is gesticht als vluchtelingenkamp nadat de orkaan Hattie op 31 oktober 1961 landde nabij Belize City en die stad daarbij vernietigde. Later is het vluchtelingenkamp een permanente nederzetting geworden, die nog steeds de naam van de orkaan draagt. Verder is het dorp bekend, omdat het de voornaamste gevangenis van Belize huisvest.